# Richard Spohn
Richard Spohn (* 22. August 1880 in Ravensburg; † 20. September 1959 in Neckarsulm) war ein deutscher Unternehmer. Er war Direktor des Unternehmens Gebrüder Spohn GmbH, einer Jutespinnerei, Weberei und Sackfabrik in Neckarsulm.

## Werdegang
Spohn studierte an der Ingenieurschule Mittweida und trat 1905 in das von seinem Großvater Christian Paul Spohn (1803–1884) 1832/33 gegründete Unternehmen ein, das erst 1904 wegen der besseren Verkehrsanbindung vor allem an die Wasserstraßen von Ravensburg nach Neckarsulm verlegt worden war. 1917 übernahm er die Geschäftsführung von seinem Vater Julius Spohn. Richard Spohn gelang es, das Unternehmen sicher durch zwei Weltkriege zu bringen. Er erwarb sich Verdienste durch zahlreiche Sozialleistungen für seine Belegschaft wie den Bau gut ausgestatteter Werkswohnungen, eines Kinderhorts, eines Freizeitgeländes und einer Kantine sowie die Gründung einer Betriebskrankenkasse. Zum Zeitpunkt seines Todes beschäftigte das Unternehmen rund 1000 Mitarbeiter.
Daneben war er Vorsitzender des Aufsichtsrats der Portland-Zementwerke Heidelberg AG (heute HeidelbergCement AG), der Portland-Zement Blaubeuren Gebrüder Spohn AG und der Brauerei Cluss (Heilbronn). Außerdem war er Mitglied der Aufsichtsräte der Vereinigten Jutespinnereien und -Webereien AG (Hamburg), der Deutschen Linoleum-Werke (Bietigheim) und der Energie-Versorgung Schwaben (Biberach).
Für die CDU gehörte Spohn einige Jahre auch dem Neckarsulmer Gemeinderat an.

## Ehrungen
- 1950: Ehrenbürgerschaft der Stadt Neckarsulm
- 1950: Ehrenbürgerschaft der Stadt Ravensburg
- 1952: Großes Verdienstkreuz der Bundesrepublik Deutschland
- 1954: Ehrenbürgerschaft der Gemeinde Grünkraut[1]